# Marcantonio Raimondi
Marcantonio Raimondi, o simplemente Marcantonio (Sant'Andrea in Argini o Molinella, cerca de Bolonia; c. 1480 - Bolonia; c. 1534), fue un grabador italiano.
Es conocido por ser el primer impresor de grabados en serie, cuyo grueso de trabajo consistió principalmente en impresiones reproduciendo pinturas renacentistas. Raimondi se convirtió en un artífice clave en el auge de las estampas de reproducción, lo que extendió el estilo del Renacimiento por toda Europa y en especial el arte de Rafael. También sistematizó una técnica de grabado que se convirtió en la más utilizada en Italia y el resto de países.

## Biografía

### Primeros años
Marcantonio Raimondi nació hacia 1480 cerca de Bolonia; en Sant'Andrea in Argini, según Giorgio Vasari, aunque fuentes actuales se inclinan por otra población vecina, Molinella. Estudió su oficio en el taller del famoso orfebre y pintor boloñés Francesco Raibolini, conocido como Francesco Francia. Giorgio Vasari, el biógrafo de los artistas renacentistas, lo llama Marcantonio Bolognese y escribe sobre él: «Marcantonio rápidamente demostró más aptitudes que Francia» y comenzó a diseñar y producir hebillas de cinturón usando la técnica del niello, que consiste en repujado en metales que a través de su aleación consigue contrastes de colores. Este hecho es puesto en duda por el profesor Arthur Mayger Hind que no ha encontrado evidencias de la técnica del niello en sus primeros grabados.
No se conoce o no está documentada ninguna pintura de mano de Raimondi, aunque sí se han conservado dibujos. Su primer grabado Píramo y Tisbe data de 1505, aunque existen algunos trabajos no datados posiblemente anteriores a este. De 1505 a 1511, Marcantonio realizó un total de 80 grabados, con variedad temática desde la mitología pagana a escenas religiosas. 

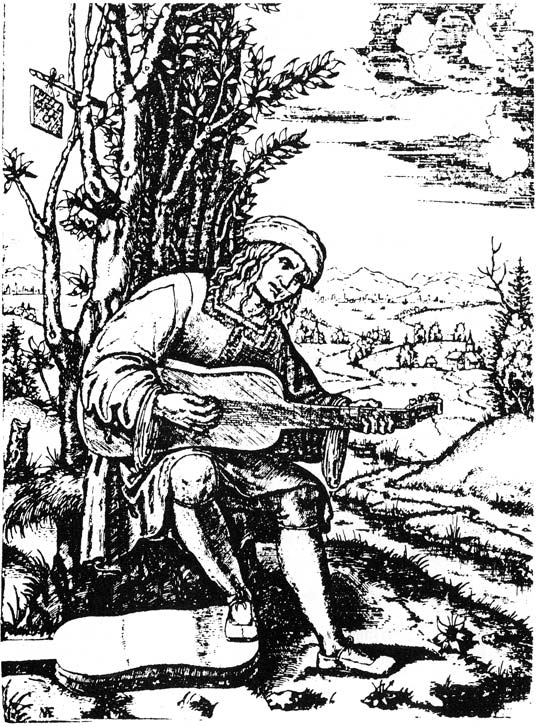
Retrato grabado del filósofo Giovanni Filoteo Achillini titulado Suonatore di viola da mano, c. 1510. Se realizó a partir de una obra perdida original de Francesco Francia.

En sus primeros trabajos usaba sus propias composiciones, combinando elementos de su maestro Francia y de otros artistas del norte de Italia. Como todos los grabadores italianos de esa época, Raimondi fue fuertemente influenciado por los expertos grabados de Alberto Durero, los cuales se distribuyeron ampliamente por toda Italia. A semejanza de otros colegas como Giulio Campagnola, Raimondi tomó prestado, además de elementos de los paisajes de Durero, también su técnica. Resulta que Durero visitó Bolonia en 1506, al igual que Miguel Ángel, por lo que es probable que los conociera allí.

### Reproducciones
Es en este momento cuando Raimondi comienza a realizar reproducciones de las series de xilografías de Durero como La vida de la Virgen. Era, en esa época, una práctica totalmente extendida, aunque los grabadores copistas normalmente replicaban los grabados a buril más cotizados y no xilografías, que por lo general eran asequibles. Aunque los grabados de Durero habían elevado considerablemente el nivel medio de la técnica, desde que Marcantonio empezó a reproducir un gran número de grabados y xilografías del maestro alemán, la idea de emitir reproducciones se convirtió en verdaderamente rentable.
Las primeras copias grabadas por Raimondi de estampas de Durero incluían incluso el famoso monograma AD del maestro de Núremberg, por lo que este formuló una queja al gobierno veneciano. El dictamen fue salomónico: se garantizó a Durero protección para su monograma en territorio veneciano, aunque no para sus composiciones. Podrían ser reproducidas, pero sin el monograma; lo que ayudaría a diferenciar entre los grabados genuinos de Durero y sus copias. Este es uno de los primeros antecedentes del derecho a protección de la propiedad intelectual.
Parece ser que Raimondi pasó la segunda mitad de la década de 1500 en Venecia, pero no existen datos concluyentes. Un par de copias que hizo de otros artistas atestiguarían una estancia en Florencia.

### Roma
Hacia 1510, Marcantonio se mudó a Roma y entró en el círculo de artistas del taller de Rafael. El encuentro entre Marcantonio y este pintor se produjo a raíz de un grabado suyo que Rafael admiró: Los escaladores (un pormenor de La batalla de Cascina de Miguel Ángel). Con un grabado de Lucrecia, diseño de Rafael, arrancó la relación entre ambos. 

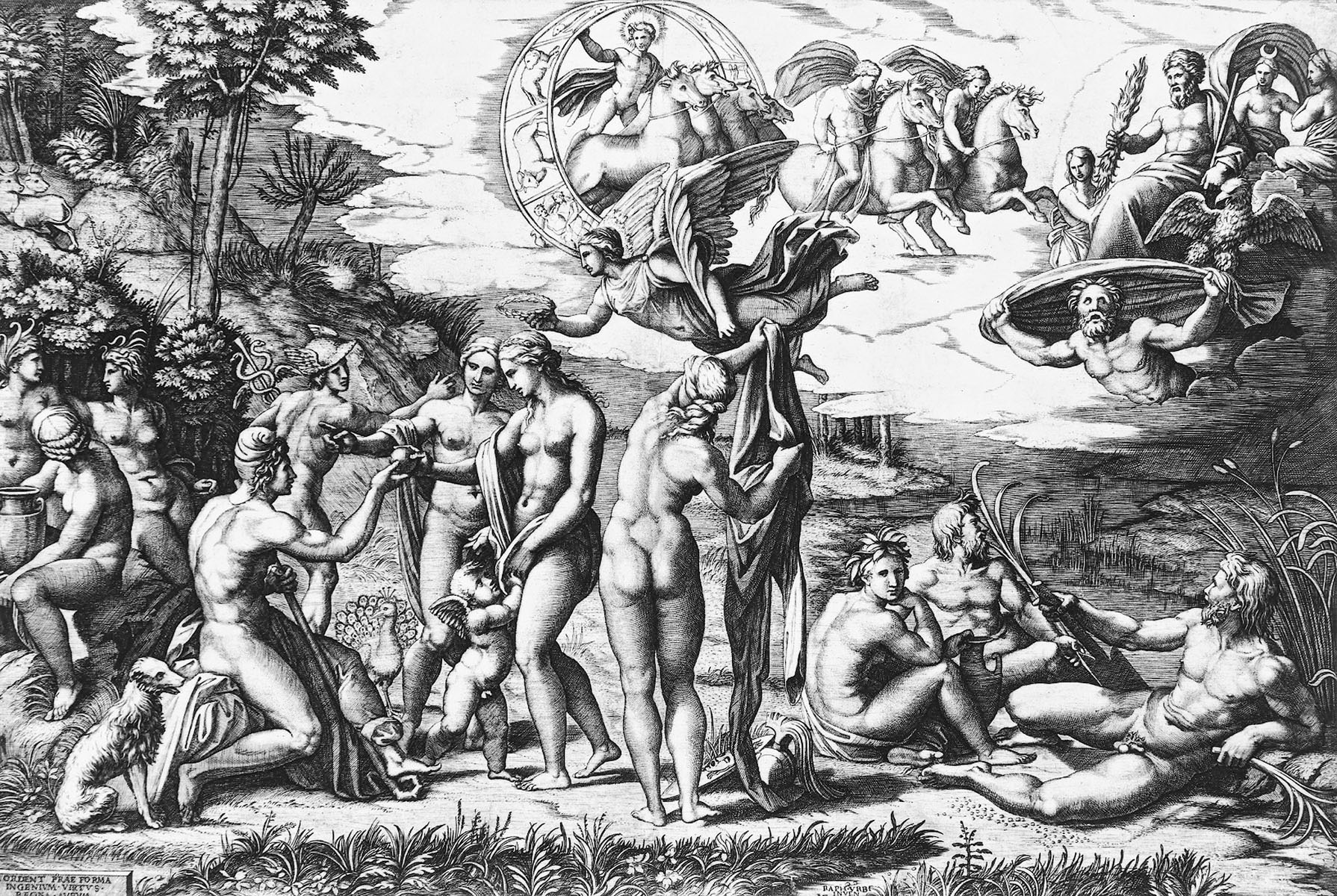
El juicio de Paris, c. 1515, también sobre obra de Rafael.

Entre las pinturas de Rafael que Raimondi hizo célebres internacionalmente, destacan La escuela de Atenas y El Parnaso (Estancias de Rafael en el Palacio Apostólico de la Ciudad del Vaticano) y El triunfo de Galatea (Villa Farnesina). Su taller también reprodujo los diseños para tapiz de los Hechos de los Apóstoles, que llegaron a difundirse casi antes de que los tapices se terminasen.
Otro famoso grabado titulado El juicio de París sobre obra de Rafael y datado en 1515 o 1516 sirvió de inspiración para la composición del cuadro Le déjeuner sur l'herbe de Édouard Manet.
Ambos comenzaron una exitosa imprenta al cargo del colorista de Rafael ("Il Baveria"), que rápidamente se convirtió en una escuela de grabado con Raimondi a la cabeza. Algunos de sus más distinguidos alumnos fueron Marco Dente (Marco da Ravenna), Jacopo Caraglio y Agostino de Musi (Agostino Veneziano).

### Últimos años
Raimondi y sus discípulos siguieron realizando grabados basados en la obra de Rafael incluso después de su fallecimiento en 1520. En muchos casos, Raimondi no copiaba las obras terminadas sino que trabajaba sobre bocetos y dibujos de Rafael. Este método de trabajo producía obras con notables variaciones sobre los originales. También trabajó sobre las composiciones de Giulio Romano y Baccio Bandinelli.
Sobre 1524, Marcantonio fue brevemente encarcelado por el papa Clemente VII por la realización de I Modi, conjunto de grabados eróticos sobre diseños de Giulio Romano.
Durante el Saco de Roma en 1527, por el ejército imperial de Carlos I de España, Raimondi fue obligado por los españoles a pagar un alto rescate, por lo que huyó arruinado. No se sabe dónde permaneció desde su salida de Roma hasta su muerte hacia 1534.
Varios ayudantes e imitadores de Raimondi siguieron produciendo planchas de Rafael. Algunas de ellas carecen de firma, por lo que resulta arduo saber cuáles las hizo Raimondi y cuáles no.
|  |  |

Grabado de Marcantonio Raimondi (colección particular) sobre El triunfo de Galatea
cuyo original de Rafael (a la derecha en la composición de imágenes) se encuentra en Villa Farnesina (Roma).

### Información biográfica
- Wikimedia Commons alberga una categoría multimedia sobre Marcantonio Raimondi.
- Artcyclopedia: Marcantonio Raimondi (1480 - 1527) (en inglés)
- Enciclopedia Católica: Marcantonio Raimondi
- Varios autores (1910-1911). «Marcantonio».  En Chisholm, Hugh, ed. Encyclopædia Britannica. A Dictionary of Arts, Sciences, Literature, and General information (en inglés) (11.ª edición). Encyclopædia Britannica, Inc.; actualmente en dominio público.

### Obra
- Artcyclopedia: Marcantonio Raimondi (en inglés)
- Obra de Raimondi en Cybermuse
- Obra de Raimondi en Childs Gallery
- Escena de caza, atribuida a Raimondi (Getty Museum)
- La Vida de la Virgen de Raimondi de la Colección de Verda
- Obras digitalizadas de Marcantonio Raimondi en la Biblioteca Digital Hispánica de la Biblioteca Nacional de España

- Datos: Q728375
- Multimedia: Marcantonio Raimondi / Q728375